# Paulo Borges
Paulo Borges, właśc. Paulo Luiz Borges (ur. 24 grudnia 1944 w Laranjais, zm. 15 lipca 2011) – piłkarz brazylijski, występujący na pozycji napastnika.

## Kariera klubowa
Karierę piłkarską Paulo Borges rozpoczął w Bangu AC w 1963. Z Bangu zdobył mistrzostwo stanu Rio de Janeiro – Campeonato Carioca w 1966 oraz był królem strzelców ligi stanowej w 1966 i 1967. Łącznie w Bangu wystąpił w 131 meczach i strzelił 64 bramki. W latach 1968–1971 występował w Corinthians Paulista. W 1971 występował w SE Palmeiras.
W Palmeiras 8 sierpnia 1971 w wygranym 1-0 meczu z Portuguesą São Paulo Paulo Borges zadebiutował w nowo utworzonej lidze brazylijskiej. W latach 1972–1974 ponownie występował w Corinthians. 6 lutego 1974 w wygranym 3-0 meczu z SE Tiradentes Paulo Borges wystąpił po raz ostatni w lidze brazylijskiej. Ogółem w lidze brazylijskiej wystąpił w 54 meczach i strzelił 5 bramek. W barwach Corinthians wystąpił w 233 meczach i strzelił 611 bramek. W następnych latach Paulo Borges występował jeszcze w Nacionalu FC, Pontagrossense Ponta Grossa, São José EC i CR Vasco da Gama, w którym zakończył karierę w 1975.

## Kariera reprezentacyjna
W reprezentacji Brazylii Paulo Borges zadebiutował 5 czerwca 1966 w wygranym 4-1 towarzyskim meczu z reprezentacją Polski. Ostatni raz w reprezentacji wystąpił 6 listopada 1968 w wygranym 2-1 meczu z Drużyną Gwiazd FIFA. Ogółem w reprezentacji Paulo Borges wystąpił w 16 meczach i strzelił 4 bramki.